# 福田铺乡
福田乡，是中华人民共和国湖南省衡陽市衡山县下辖的一个乡镇级行政单位。

## 行政区划
福田乡下辖以下地区：
福兴社区、云峰村、福田村、坪田村、石东村、千家村、东盛村、杨扶村、楼屋村、衡丰村、龙头村、泉塘村、过路村、白云村、金塘村、中塘村、云岭村和尊胜村。